# Memphis Monroe
Memphis Monroe (New Orleans, Louisiana, 23 maart 1985) is de artiestennaam van de Amerikaanse pornoactrice Jamie Lynn. Haar voornaam Memphis komt van de hoofdpersoon in Gone in 60 Seconds (2000) en haar achternaam Monroe van Marilyn Monroe. Ze is opgegroeid in Louisville, Kentucky.
Monroe begon haar werk als een gastvrouw in een Hootersrestaurant toen ze 16 jaar oud was. Terwijl ze daar werkte poseerde ze voor hun kalender. Vanaf haar 18e werkte ze als naaktmodel. In april 2005 begon ze met het spelen in pornofilms.
In mei 2005 poseerde ze voor Hustler, twee maanden later stond ze op de cover van Hustler en werd ze hun tweede model, na Jessica Jaymes. In augustus 2007 vertrok ze bij Hustler. Ze liet weten dat ze in goed overleg vertrokken was omdat ze zelfstandig wilde werken en Hustler zich wilde richten op hun casino- en kledinglijn.
In 2006 trouwde Monroe.

## Filmografie
- Brazzers Presents: The Parodies (2010)
- Lethal Obsession (2010)
- Baby Got Boobs 4 (2010)
- Doctor Adventures 7 (2010)
- North Pole 76 (2010)
- P.O.V. 24 (2010)
- Real Wife Stories 7 (2010)
- Beyond the Call of Booty 3 (2009)
- Big Tits at Work 7 (2009)
- Busty Housewives 2 (2009)
- This Butt's 4U 5 (2009)
- Predator 2: The Return (2008)
- Pornstars Like It Big 2 (2008)
- Cheerleaders (2008) - Memphis
- Ashlynn Goes to College 3 (2008)
- Control 9 (2008)
- Deeper 11 (2008)
- Doctor Adventures 3 (2008)
- Housewife 1 on 1 11 (2008)
- Keepin' It Fresh (2008)
- Meet the Twins 13 (2008)
- My Space 4 (2008)
- One Wild & Crazy Night (2008)
- Strap-On Club 2 (2008)
- The Doll House 4 (2008)
- The Naughty Co-Ed Caper (2008)
- Who's That Girl 7 (2008)
- Kick Ass Chicks 46: Cornfed Cuties (2007)
- Hard Hat Hotties (2007)
- Hot Lesbo Action (2007)
- Lickalicious 4 (2007)
- Romantic Lesbian Encounters (2007)
- Aphrodisiac (2006)
- Bare-Breasted Wraptivity! (2006)
- Fantasy All-Stars (2006)
- Barely Legal 54 (2006)
- Strap Attack 4 (2006)
- Cum Stained Casting Couch 4 (2006)
- 12 Nasty Girls Masturbating 7 (2006)
- American Daydreams (2006)
- Baby Fat 2 (2006)
- Larry's Angels (2006)
- Mayhem Explosions 5 (2006)
- Nice Fuckin' Tits (2006)
- P.O.V. 10 (2006)
- Spunk'd 4 (2006)
- Tits: Young, Ripe & Real! (2006)
- Helpless Heroines in Double Jeopardy! (2005)
- Hostile Hogties! (2005)
- Innocent Girls Tied Up and Naked! (2005)
- 18 and Nasty 45 (2005)
- Bait 3 (2005)
- Barefoot Confidential 38 (2005)
- Big League Facials 2 (2005)
- Cum Rain, Cum Shine 2 (2005)
- Deep Throat This 28 (2005)
- Dream Teens 4 (2005)
- Face Blasters! 3 (2005)
- Fresh Breed 2 (2005)
- Girly Thoughts 3 (2005)
- Hellcats 9 (2005)
- I Know You're Watching 4 (2005)
- Lesbian Centerfolds (2005)
- New Releases 4 (2005)
- Porn Set Sluts (2005)
- Pretty Little Fuck Slaves (2005)
- Pussy Foot'n 14 (2005)
- SoCal Coeds 2 (2005)
- Strip Tease Then Fuck 7 (2005)
- Teen Power! 15 (2005)
- The 4 Finger Club 22 (2005)
- Two Dicks for Every Chick 2 (2005)

## Prijzen
- 2009 AVN Award – Best All-Girl Group Sex Scene – Cheerleaders[5]